# Associazione Sportiva Forlì 1937-1938
Questa voce raccoglie le informazioni riguardanti l'Associazione Sportiva Forlì nelle competizioni ufficiali della stagione 1937-1938.

## Rosa
| N. |                   | Ruolo | Calciatore           |
| -- | ----------------- | ----- | -------------------- |
|    | Italia (bandiera) | D     | Palamide Bandini     |
|    | Italia (bandiera) | C     | Bruno Baruzzi        |
|    | Italia (bandiera) | C     | Alvaro Bentivogli    |
|    | Italia (bandiera) |       | Domenico Bertoni     |
|    | Italia (bandiera) |       | Mario Bertoni        |
|    | Italia (bandiera) | P     | Luigi Canestri       |
|    | Italia (bandiera) | D     | Mario Conte          |
|    | Italia (bandiera) | C     | Angelo Bruno Cortini |
|    | Italia (bandiera) |       | Luigi Costa          |

| N. |                   | Ruolo | Calciatore          |
| -- | ----------------- | ----- | ------------------- |
|    | Italia (bandiera) |       | Alfredo Dolcini     |
|    | Italia (bandiera) |       | Francesco Lazzaroni |
|    | Italia (bandiera) | A     | Gino Marchina       |
|    | Italia (bandiera) | A     | Elvezio Ortali      |
|    | Italia (bandiera) | A     | Furio Romualdi      |
|    | Italia (bandiera) |       | Aleardo Ruffili     |
|    | Italia (bandiera) | A     | Alfredo Rustignoli  |
|    | Italia (bandiera) | D     | Ebro Silimbani      |
|    | Italia (bandiera) | C     | Domenico Spadoni    |